# Benedictus de Afrikaan
Benedictus de Afrikaan, ook wel Benedictus de Moor of Benedictus van Palermo (San Fratello, ca. 1524 - Palermo, 1589) is een Italiaanse heilige die met name op het Amerikaanse continent wordt aanbeden.

## Biografie
Benedictus werd geboren op Sicilië als zoon van Afrikaanse slaafgemaakten. Zijn ouders waren uit Afrika gehaald en hebben mogelijk gewerkt op een plantage in de buurt van Messina. Als gevolg van hun 'trouwe diensten' kreeg Benedictus bij zijn geboorte de vrijheid (manumissie). In zijn jonge jaren verdiende hij de kost als prediker.
Rond zijn twintigste ontmoette hij een groep kluizenaars, die de regel van Sint Franciscus volgden, bij wie hij zich aansloot. In 1564 viel deze groep uiteen, waarna Benedictus intrad in het franciscaner klooster van Santa María te Palermo. Vanwege zijn analfabetisme startte hij in de kloosterkeuken. Van daar uit klom hij op binnen de kloosterorde. Dit met name vanwege aan hem toegeschreven vroomheid, nederigheid en wonderbaarlijke genezingen. In 1578 werd hij tot prior (overste) gekozen. Op latere leeftijd werd Benedictus leermeester van Novicen en keerde hij terug naar de keuken. Zijn naamdagfeest wordt gevierd op 4 april.

## Heiligverklaring
Benedictus werd in 1743 door paus Benedictus XIV zalig verklaard en in 1807 door paus Pius VII heilig verklaard. Zijn lichaam zou wonderbaarlijk onbeschadigd zijn gevonden toen het een paar jaar na zijn dood werd opgegraven. Aan zijn heiligverklaring ging evenwel een langdurig proces vooraf.
Benedictus de Afrikaan wordt wel beschouwd als de patroon- of beschermheilige van Afro-Amerikanen, dit vanwege zijn vermeende geduld en begrip wanneer hij geconfronteerd werd met raciale vooroordelen.

## Devotie
Devotie tot Benedictus de Afrikaan is met name wijdverbreid in Latijns-Amerika (van Mexico tot Argentinië), maar bestaat ook in Noord-Amerika (VS). Het wordt gevierd volgens verschillende lokale tradities en op verschillende dagen. Vaak op 27 december, maar ook op 1 en 6 januari.
In de Verenigde Staten zijn minstens zeven -van oudsher zwarte- katholieke parochies naar Benedictus vernoemd: in Queens (New York), Chicago (Illinois), Pittsburgh (Pennsylvania), Milwaukee (Wisconsin), Omaha (Nebraska), Columbus (Georgia) en in Savannah (Georgia). 'St Benedict the Moor' is ook opgenomen in de 'heiligenkalender' van sommige Lutherse kerken in de Verenigde Staten (4 april).
In Colombia is Benedictus de Afrikaan een van de beschermheiligen aan wie een speciale ruimte is gewijd in een kapel van de parochiekerk te San Juan de Girón. Zijn feest wordt daar op 28 december gevierd met vuurwerk, waarbij de gelovigen hun gezichten zwart schminken om de voorspraak van de heilige af te roepen. Ook in Medellín (Colombia), Paysandú en Real de San Carlos, beiden in Uruguay, zijn in de 18e eeuw parochies gewijd aan deze franciscaanse heilige. In Venezuela is in San Francisco (Zulia) een parochie naar hem genoemd. En in 2015 nog werd een parochie van Ciudad Ojeda (San José, Venezuela) gewijd aan 'San Benito de Palermo'.